# Fliegenrolle
Fliegenrollen sind speziell für das Fliegenfischen geeignete Angelrollen. Sie benötigen z. B. kein kompliziertes Bremssystem und zum Einholen der Angelschnur im Allgemeinen keine Übersetzung. Hauptaufgabe der Fliegenrolle ist die Magazinfunktion, d. h. die Fliegenschnur geordnet und abrufbar zu halten. Fliegenrollen müssen ein möglichst geringes Gewicht haben. Sie werden deshalb z. B. aus Kunststoff, Magnesium oder Aluminium hergestellt und wiegen oft weniger als 100 Gramm. Mit Hilfe eines kleinen Griffes an der Rollenseite kann die Schnur mit direkter Übersetzung eingeholt werden.
Darüber hinaus ist die Fliegenrolle folgendermaßen aufgebaut:
- Rollenfuß
- Gehäuse (Käfig)
- Spule (austauschbar)
- Hebel bzw. Druckknopf für den Spulenwechsel
- Griff (Kurbel)
- Bremseinstellung